# Álftafjörður (Vestfirðir)
Der Álftafjörður ist ein Fjord im Norden der isländischen Region Vestfirðir. 
Der Fjord ist ein südlicher Seitenarm des Ísafjarðardjúp. Er ist 12 km lang und 1,5 bis 2 km breit und damit einer der kürzesten Fjorde, die vom Ísafjarðardjúp abzweigen. Vom Ende des 19. Jahrhunderts bis ins 20. Jahrhundert hinein hatten hier die Norweger drei größere Walfang- und Heringsstationen. Am Westufer des Fjordes liegt der Ort Súðavík.